# ChemBioChem
ChemBioChem ist eine wissenschaftliche Fachzeitschrift, die vom Wiley-VCH-Verlag im Auftrag der ChemPubSoc Europe veröffentlicht wird. Derzeit erscheint die Zeitschrift mit 18 Ausgaben im Jahr. Es werden Artikel veröffentlicht, die sich mit allen Aspekten der chemischen Biologie beschäftigen.
Der Impact Factor lag im Jahr 2014 bei 3,088. Nach der Statistik des ISI Web of Knowledge wird das Journal mit diesem Impact Factor in der Kategorie Medizinische Chemie an 15. Stelle von 59 Zeitschriften und in der Kategorie Biochemie und Molekularbiologie an 119. Stelle von 289 Zeitschriften geführt.